# Michail Fradkov
Michail Jefimovič Fradkov (Михаи́л Ефи́мович Фрадко́в; * 1. září 1950) byl ruský premiér od března 2004 do září 2007.

## Životopis
Narodil se v rodině židovského původu z otcovy strany poblíž Samary, vystudoval jak moskevský Institut designu obráběcích strojů (1972), tak Akademii zahraničního obchodu (1981).
V letech 1973–1975 působil v ekonomické sekci na ruském velvyslanectví v Indii. Roku 1991 se stal ruským zástupcem v rámci Všeobecné dohody o clech a obchodu v Ženevě, od roku 1992 už ale působil jako náměstek ministra zahraničních ekonomických vztahů a po roce 1993 jako jeho první náměstek. 15. dubna 1997 byl jmenován ministrem zahraničních ekonomických vztahů a obchodu a o rok později ministrem obchodu. Pak působil jako náměstek ministra Rady bezpečnosti a v roce 2001 byl jmenován ředitelem Federální daňové policie a v roce 2003 se stal ruským zástupcem v EU.
Ministerským předsedou se stal roku 2004 a vedl celkem dvě ruské vlády. Rezignoval roku 2007 a ve funkci jej nahradil Viktor Zubkov. Poté se stal ředitelem zahraniční zpravodajské služby.